# Richard Church
Richard Church, född 1784 och död 20 mars 1873, var en grekisk-brittisk militär. Han var farbror till Richard William Church.
Church utmärkte sig vid försvaret av Capri mot fransmännen 1806-08. Han var 1809-13 placerad på de Joniska öarna, och 1813-15 brittisk militär representant vid den österrikiska armén, och därefter 1817-21 i neapolitansk tjänst med generalmajors rang och med särskild uppgift att undertrycka rövarväsendet. 1827 utsågs Church av nationalförsamlingen i Damala till generalisimus över grekiska armén. Hans försök att undsätta det belägrade Aten misslyckades. De följande åren opererade Church med framgång i Akarnanien och Etolien och intog 1829 Messolonghi. Samma år nedlade han sitt befäl som protest mot Ioannis Kapodistrias politik. Ak kung Otto I av Grekland inkallades Church i statsrådet och blev 1854 general i grekiska armén.